# Karl Krüger (Lehrer)
Karl Heinrich Krüger, genannt Ohm Krüger (* 7. April 1907 in Neubrandenburg; † 25. Februar 1997 in Detmold) war ein deutscher Gymnasiallehrer, Schulbuchautor und Geschichtsdidaktiker. Als Lehrer, seit 1961 als Oberstudienrat und Fachleiter, war er bis 1972 am Gymnasium Leopoldinum in Detmold tätig.

## Leben
Karl Krüger wurde als Sohn des Cornelius Krüger (* 1875), Braumeister in der Brauerei Janssen & Bechly in Neubrandenburg, und dessen Frau Doni Frieda Elise Krüger, geb. Sünklergeboren, geboren. Er gehörte als Student dem Evangelischen Bund und dem Stahlhelm an. Während seines Studiums der Geschichte, alten Sprachen und Theologie wurde er 1926 Mitglied der Marburger Burschenschaft Rheinfranken. 1932 wurde er an der Universität Rostock promoviert. Er schloss sich dem Stahlhelm an und wurde dann in die SA überführt. Er begann 1937 den Lehrerdienst am Gymnasium Leopoldinum in Detmold, beantragte am 24. Mai desselben Jahres die Aufnahme in die NSDAP und wurde rückwirkend zum 1. Mai 1937 aufgenommen (Mitgliedsnummer 5.245.191). Von 1940 bis 1945 diente er in der Wehrmacht. Nach einem Entnazifizierungsverfahren kehrte er nach Detmold zurück, wo er 1969 in die CDU eintrat.
Gemeinsam mit anderen konservativen Geschichtslehrern gründete er 1949 den Verband der Geschichtslehrer Deutschlands neu und war bis 1972 im Vorstand. In Lippe war er außerdem Funktionär des Philologenverbands. 1950 begann er als Experte für das Mittelalter Schulbücher zu schreiben. Vor allem im Ernst Klett Verlag verfasste er Lehrwerke für die Mittel- und die Oberstufe des Gymnasiums. 1956 wurde er auch Alter Herr der Burschenschaft Germania Saarbrücken.
Ein Sohn von Krüger war der gleichnamige Historiker und emeritierte Hochschullehrer Karl Heinrich Krüger.

## Schriften (Auswahl)
- Geschichte des Abendlandes von der germanischen Frühzeit bis 1648. Stuttgart 1951 (Geschichtliches Unterrichtswerk für die Mittelklassen, viele Auflagen, Abbildung; bearbeitete Neuauflage des "Pinnow" aus der Weimarer Republik im B. G. Teubner Verlag).
- Länderkunde. Safari-Verlag, Berlin 1962 (gut bebildertes Übersichtswerk zu den Staaten der Erde mit flüssigen Texten).